# Колонна головка

Рис. 1. Колонна головка клинового типу ГКК: 1 — фланець; 2 — пробка; 3 — корпус головки; 4 — гумові ущільнювачі; 5 — пакер; 6 — клини; 7 — патрубок; 8 — експлуатаційна колона; 9 — фланець для установки головки на гирлі; 10 — фланець проміжної колони.

Колонна головка — при бурінні свердловин — пристрій для з'єднання верхніх частин обсадних колон — кондуктора, проміжної та експлуатаційної обсадної колони після закінчення буріння свердловини, спуску експлуатаційної колони і її цементування.

## Загальний опис
Для нафтових, газових і газоконденсатних свердловин вибір типу колонної головки залежить від пластового тиску.
У промисловій практиці застосовують колонні головки двох типів: клинову (рис. 1) та муфтову.
Найбільш поширена клинова колонна головка. Вона призначена для обв'язки двох колон — проміжної та експлуатаційної або експлуатаційної та кондуктора.
Колонні головки призначені для обв'язки між собою обсадних колон газових свердловин. В кінці ХХ — на початку ХХІ ст. нормалізовано шість типових схем обв'язки обсадних колон, які відрізняються між собою типом колонних головок (однофланцеві, двофланцеві), їх кількістю (одна, дві, три) й наявністю чи відсутністю фланцевої котушки. Однофланцеві колонні головки нижньою частиною корпусу закріплюються на кондукторі, а на фланець верхньої частини корпусу підвішують і герметизують технічну чи експлуатаційну колони.
Залежно від кількості обсадних колон, спущених у свердловину, випускаються одно-, дво-, три-, чотири- і п'ятиколонні головки, які повинні задовольняти наступним вимогам:
- надійна герметизація міжтрубних просторів;
- можливість контролю за тиском у всіх міжтрубних просторах;
- швидке та надійне кріплення підвіски обсадних колон;
- універсальність (можливість використання різних обсадних колон);
- швидкий та зручний монтаж;
- мінімально можлива висота;
- висока надійність (у процесі експлуатації свердловини колонна головка не підлягає ремонту).

Колонні головки випускаються на різний тиск від одиниць МПа до десятків МПа. У процесі буріння на колонній головці монтуються превентори. Перед експлуатацією свердловини превентори демонтують і на колонну головку встановлюють фонтанну арматуру.

## Технічна характеристика колонних головок

Технічна характеристика колонних головок